# وینچنتزو بروناچی
وینچنتزو بروناچی (انگلیسی: Vincenzo Brunacci؛ ۳ مارس ۱۷۶۸ – ۱۶ ژوئن ۱۸۱۸) یک دانشمند اهل ایتالیا بود.

Quale tra le pratiche usate in Italia, 1814
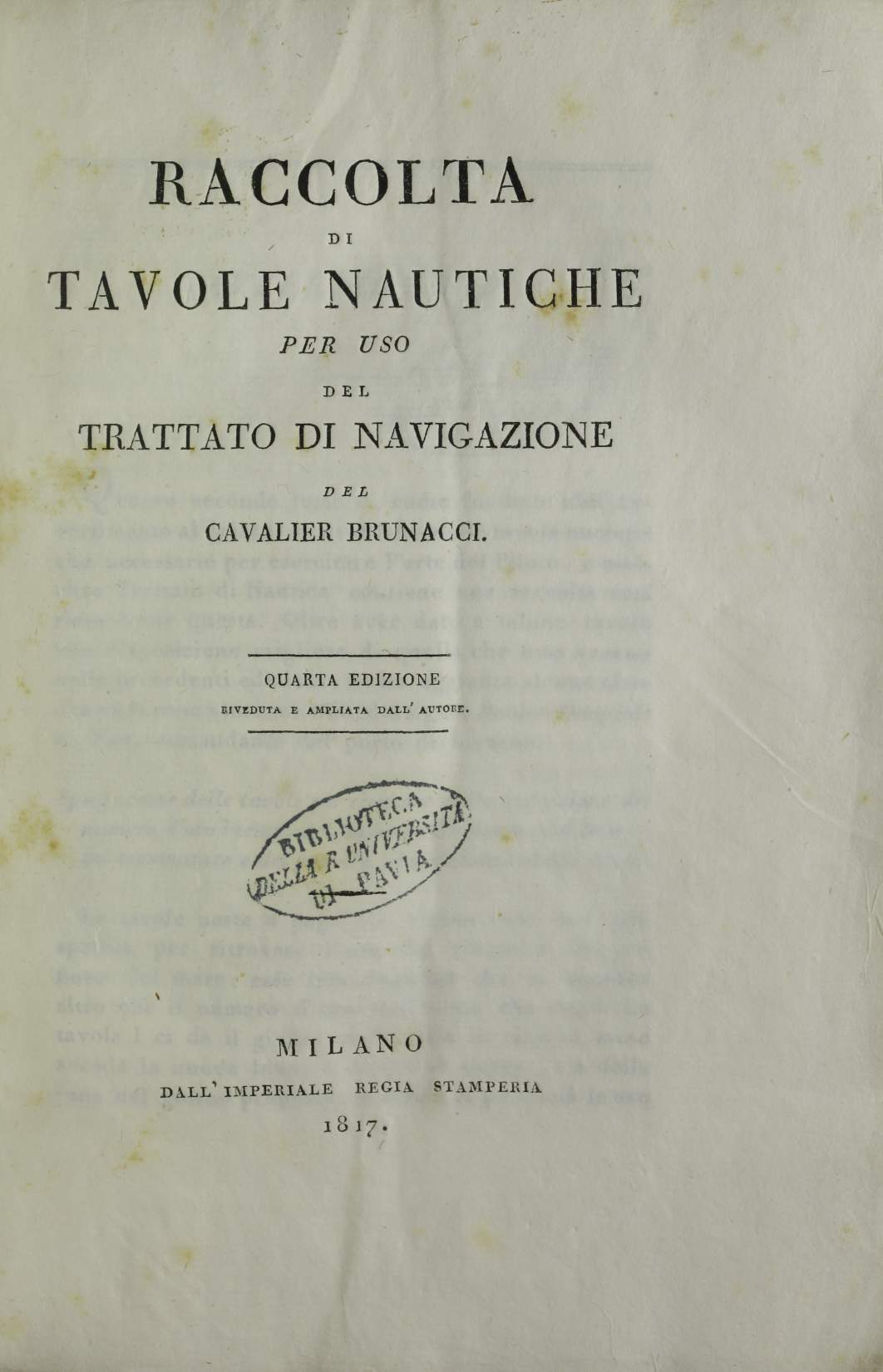
Trattato di navigazione, 1817